# Municipio de Dayton (condado de Cass)
El municipio de Dayton (en inglés: Dayton Township) es un municipio ubicado en el condado de Cass en el estado estadounidense de Misuri. En el año 2010 tenía una población de 1071 habitantes y una densidad poblacional de 11,36 personas por km².

## Geografía
El municipio de Dayton se encuentra ubicado en las coordenadas 38°30′20″N 94°12′17″O / 38.50556, -94.20472. Según la Oficina del Censo de los Estados Unidos, el municipio tiene una superficie total de 94.3 km², de la cual 93,88 km² corresponden a tierra firme y (0,44 %) 0,42 km² es agua.

## Demografía
Según el censo de 2010, había 1071 personas residiendo en el municipio de Dayton. La densidad de población era de 11,36 hab./km². De los 1071 habitantes, el municipio de Dayton estaba compuesto por el 98,23 % blancos, el 0,19 % eran afroamericanos, el 0,28 % eran asiáticos y el 1,31 % eran de una mezcla de razas. Del total de la población el 1,59 % eran hispanos o latinos de cualquier raza.